# I'm Still Here
I'm Still Here (v anglickém originále I'm Still Here) je americký hudební film z roku 2010. Režisérem filmu je Casey Affleck. Hlavní role ve filmu ztvárnili Joaquin Phoenix, Sean Combs, Casey Affleck, Antony Langdon a Mos Def.

## Obsazení
| Joaquin Phoenix    | sebe |
| Sean Combs         | sebe |
| Casey Affleck      | sebe |
| Antony Langdon     | sebe |
| Mos Def            | sebe |
| Ben Stiller        | sebe |
| Edward James Olmos | sebe |
| Jamie Foxx         | sebe |
| Bruce Willis       | sebe |